# Soňa Mikysková
Soňa Mikysková est une joueuse volley-ball tchèque, née le 2 mai 1989 à Brno. Elle mesure 1,89 m et joue au poste de réceptionneuse-attaquante. Son père Bronislav Mikyska  est un ancien joueur tchécoslovaque de volley-ball.

## Clubs
| Club                   | De        | À         |
| ---------------------- | --------- | --------- |
| VK Královo Pole        | 2004-2005 | 2008-2009 |
| Istres OPVB            | 2009-2010 | 2011-2012 |
| Stade Français         | 2012-2013 | 2013-2014 |
| PA Venelles            | 2014-2015 | 2015-2016 |
| BKS Stal Bielsko-Biała | 2016-2017 | 2016-2017 |
| Bangkok Glass VC       | 2017-2018 | 2017-2018 |
| Hyundai E&C Hillstate  | 2018-2018 | 2018-2018 |
| Dinamo Kazan           | 2018-2019 | 2018-2019 |
| Volejbal Brno          | 2019-2020 | …         |

## Palmarès
- Supercoupe de Russie
  - Finaliste : 2018.